# Chersónissos
Chersónissos (ou Hersónissos, grec moderne : Χερσόνησος) est un dème (municipalité) du district régional d'Héraklion, sur l'île de Crète en Grèce. Le dème est issu de la fusion dans le cadre de la réforme Kallikratis (2010) des dèmes de Chersonissos, Episkopí, Gouvès et Malia, qui sont devenus des districts municipaux.
En 2011, le village de Liménas Chersoníssou (« Chersonissos-Port ») avait une population de 2 968 habitants, et la municipalité 26 717 habitants pour une superficie de 271,6 km2.
La municipalité abrite plusieurs stations balnéaires dont un des plus grands complexes aquatiques de l'île, le Star Beach. Le vieux village de Chersónissos se trouve sur les hauteurs.
Chersónissos se trouve à une trentaine de kilomètres à l'est de Héraklion, la capitale, mais également à proximité de la ville touristique de Malia et en contrebas du plateau de Lassithi.